# ラサール芸術大学
ラサール芸術大学 (ラサールげいじゅつだいがく、英 :LASALLE College of the Arts) はシンガポールの総合芸術大学である。学生の半分を留学生が占めている。また、現代のシンガポールで活躍する多くの芸術家が同大学を卒業している。

## 設立
1984年、シンガポールで芸術教育を行ったジョセフマクナリーはシンガポールにおける芸術文化の発展のため、セント・パトリック・アーツ・センターを設立した。その後同大学の名前は現在のラサール芸術大学に改名された。
2024年から、ラサール芸術大学は、南洋芸術アカデミーと共に新設予定のシンガポール芸術大学を構成する予定である。

## 施設
ラサール芸術大学は以下の2つのキャンパスを有する。
マクナリーキャンパス
ラサール芸術大学のメインキャンパスである。シンガポールの建築設計事務所 RSPアーキテクチャによって設計されたキャンパスで、そのデザインの美しさは世界的に評価され、様々な建築関係の賞を受賞している。
ウィンシュテットキャンパス
学生が課題やプロジェクトを行うために設計されたキャンパスであり、マクナリーキャンパスからは専用のシャトルバスで行く事ができる。

## 教育・コース

### 学部
ラサール芸術大学は以下の8つの学部を有する。
- マクナリー美術学部　MCNALLY SCHOOL OF FINE ARTS
- パットナム映画アニメーション学部　PUTTNAM SCHOOL OF FILM & ANIMATION
- ファッション学部　SCHOOL OF FASHION
- クリエティブ産業学部　SCHOOL OF CREATIVE INDUSTRIES
- デザインコミュニケーション学部　SCHOOL OF DESIGN COMMUNICATION
- 空間プロダクトデザイン学部　SCHOOL OF SPATIAL & PRODUCT DESIGN
- 現代音楽学部　SCHOOL OF CONTEMPORARY MUSIC
- ダンス演劇学部　SCHOOL OF DANCE & THEATRE

### その他
ラサール芸術大学では継続教育プログラム(CEP)を行なっており、全年齢を対象とした様々なコースを提供している。

## 参照
- シンガポール芸術大学